# دوره اصول حکمت فلسفه
دورهٔ اصول حکمت فلسفه یک کتاب درسی فارسی است که در دورۀ قاجار نوشته شده و به فلسفه‌های جدید غربی پرداخته‌است. این کتاب را اولین کتاب درسیِ فلسفهٔ جدید در ایران می‌دانند.

## محتوا
این متن در اصل ترجمه‌ای است به قلم میرزاعبدالغفار نجم‌الدوله به فارسی از یک کتاب درسی فرانسوی. احتمالاً او کتاب را به‌طور خاص برای تدریس در مدرسۀ دارالفنون ترجمه‌ کرده‌باشد؛ هرچند اطلاعی در این‌باره در دست نیست. اما نسخۀ فرانسوی کتابی است مفصل که برای دانش‌آموان سال آخر دبیرستان نوشته شده ‌بود و مترجم فقط بخش‌های ابتدایی آن را ترجمه کرده‌است. نجم‌الدوله ــ هم‌چون اغلب مترجمان آثار فلسفی در دورۀ قاجارــ آشنایی چندانی با فلسفه نداشته‌است؛ چنان‌که خود نیز بدان تصریح دارد. او این کتاب را بنا به‌خواست میرزا علیقلی‌خان مخبرالدوله، وزیر علوم، در سال ۱۳۰۸ ق از فرانسه به فارسی ترجمه کرده‌است. این ترجمه به صورت خطی باقی مانده‌است.